# شرنيصيات
الشِرْنِيصِيَّات أو خنافس نارية اللون أو  بق الرموش أو فصيلة بايروكرويدي (الاسم العلمي: Pyrochroidae)، هي فصيلة خنافس. يبلغ حجم البالغات 4-20 مم؛ تصل اليرقات إلى 25 ملم.عُثر على يرقات Pyrochroinae تحت لحاء الأشجار الميتة الرطبة. من المحتمل أن تكون في الغالب آكلة للفطريات، على الرغم من أنها قد تصبح آكلة لحوم البشر إذا كانت غفيرة للغاية.